# History wars

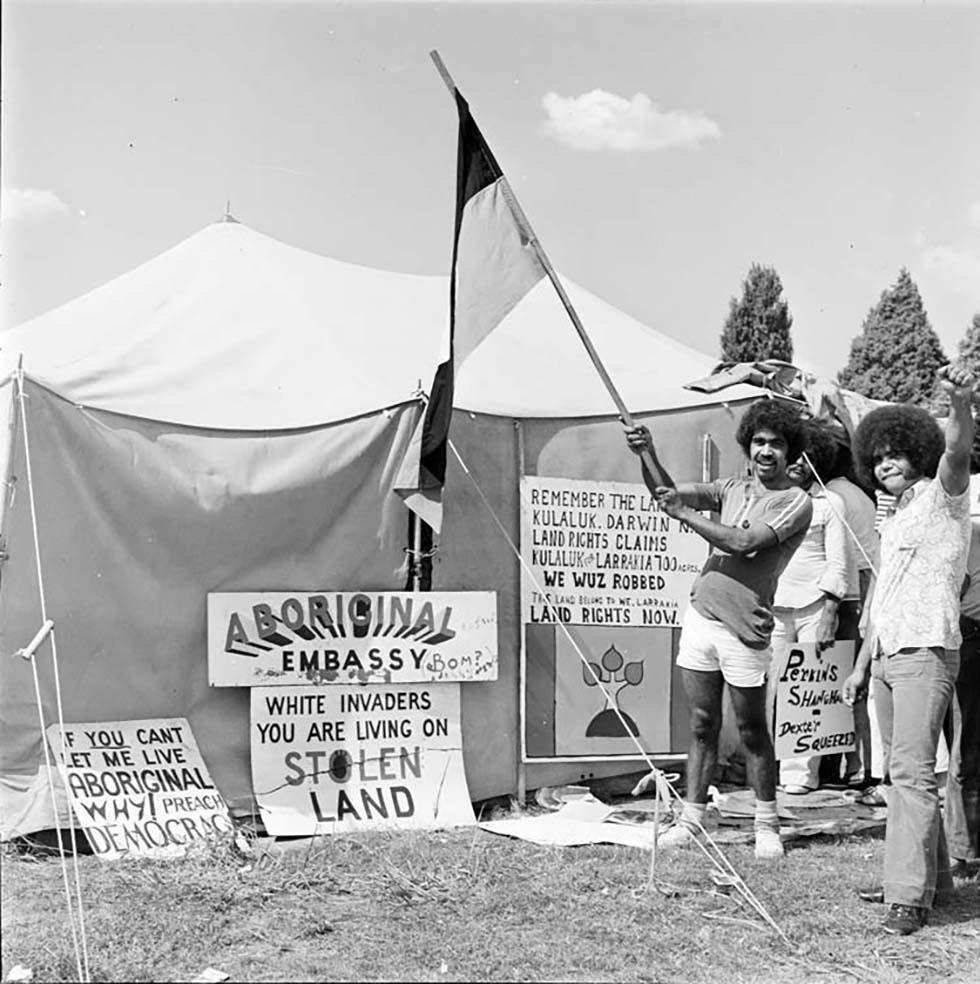
El revisionismo histórico de las «guerras de la historia» conllevó a la reivindicación de los derechos de los indígenas australianos y de los abusos cometidos contra ellos durante el proceso de colonización.

History wars (en español: guerras de la historia) es un término utilizado en Australia para describir el debate público sobre la interpretación de la historia de la colonización europea de aquel país y el desarrollo de la sociedad australiana contemporánea, en particular con respecto a su impacto sobre los pueblos aborígenes australianos y los isleños del estrecho de Torres. El término «History wars» surgió a finales de la década de 1990, durante el mandato del gobierno de Howard, y a pesar de los esfuerzos de algunos de los sucesores de Howard, el debate continúa, reavivado especialmente en 2016 y 2020.

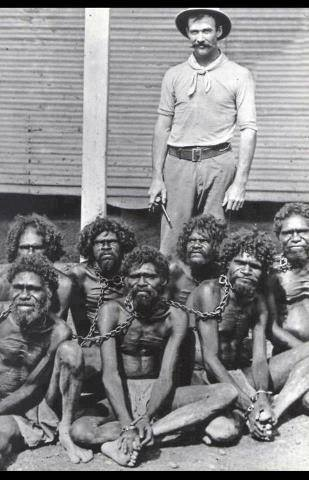
Indígenas australianos encadenados en cautiverio.

Las «guerras de la historia» suelen considerarse una guerra cultural; no deben confundirse con las históricas guerras fronterizas australianas, que son un tema importante del debate, las guerras de la historia se han desarrollado como un conflicto cultural entre figuras clave del panorama político y mediático australiano. El término se refiere en gran medida a la medida en que la historia de la colonización europea posterior a 1788 y la administración gubernamental desde la federación en 1901 pueden caracterizarse por haber sido:
- un conflicto relativamente menor entre los colonos europeos y los indígenas australianos, y generalmente carente de acontecimientos que pudieran calificarse de «invasión», «guerra», «guerra de guerrillas», «conquista» o «genocidio», y generalmente marcado en cambio por la intención humanitaria de las autoridades gubernamentales, con daños a los indígenas australianos atribuibles en gran medida a factores no intencionados (como la propagación involuntaria de enfermedades infecciosas procedentes de Europa) y no a políticas maliciosas; o bien
- una invasión marcada por violentos conflictos fronterizos y guerrillas entre colonos europeos y aborígenes australianos, con numerosos enfrentamientos entre los aborígenes y los nuevos colonos debido a que las prácticas de recolección de alimentos de los primeros estaban reñidas con las nuevas prácticas de uso de la tierra basadas en la agricultura y el capitalismo, una situación que, según se ha argumentado, evolucionó hacia un «genocidio de los australianos indígenas» panaustraliano, que sigue afectando a los aborígenes en la actualidad.

Las guerras de la historia también se relacionan con temas más amplios relativos a la identidad nacional, así como con cuestiones metodológicas sobre el historiador y el oficio de investigar y escribir historia, incluidas cuestiones como el valor y la fiabilidad de los registros escritos (de las autoridades y los colonos) y la tradición oral (de los indígenas australianos), junto con los sesgos políticos o ideológicos similares de quienes los interpretan. Uno de los temas es la identidad británica o multicultural australiana en la historia y en la actualidad. Al mismo tiempo que se desarrollaban las guerras de la historia, la historia profesional parecía en declive y los escritores populares empezaron a reclamar el campo.

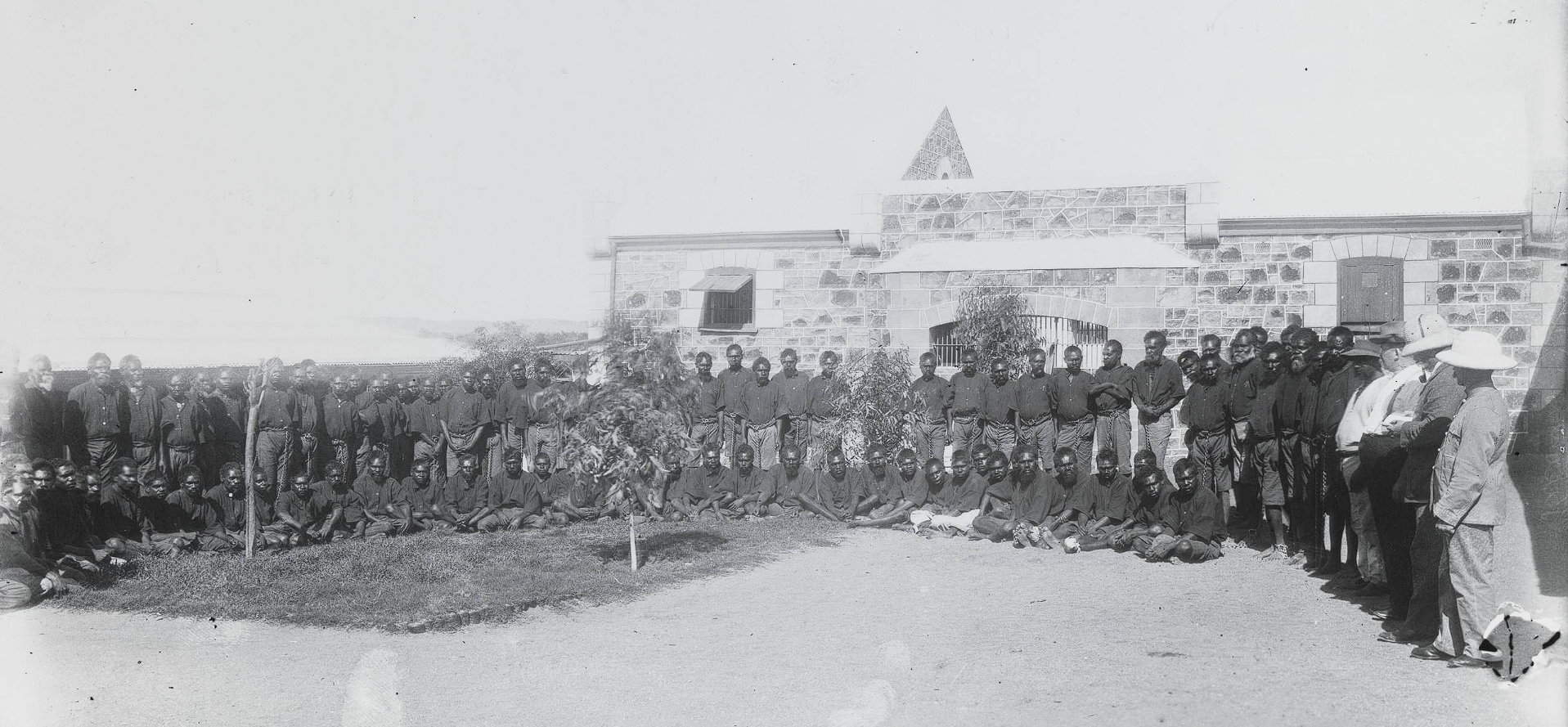
Entre 1838 y 1931, los prisioneros aborígenes recluidos en la Isla de Rottnest, Australia, fueron recluidos en condiciones deplorables y sometidos a un trato cruel e inhumano.